# Sarah Aaronsohn

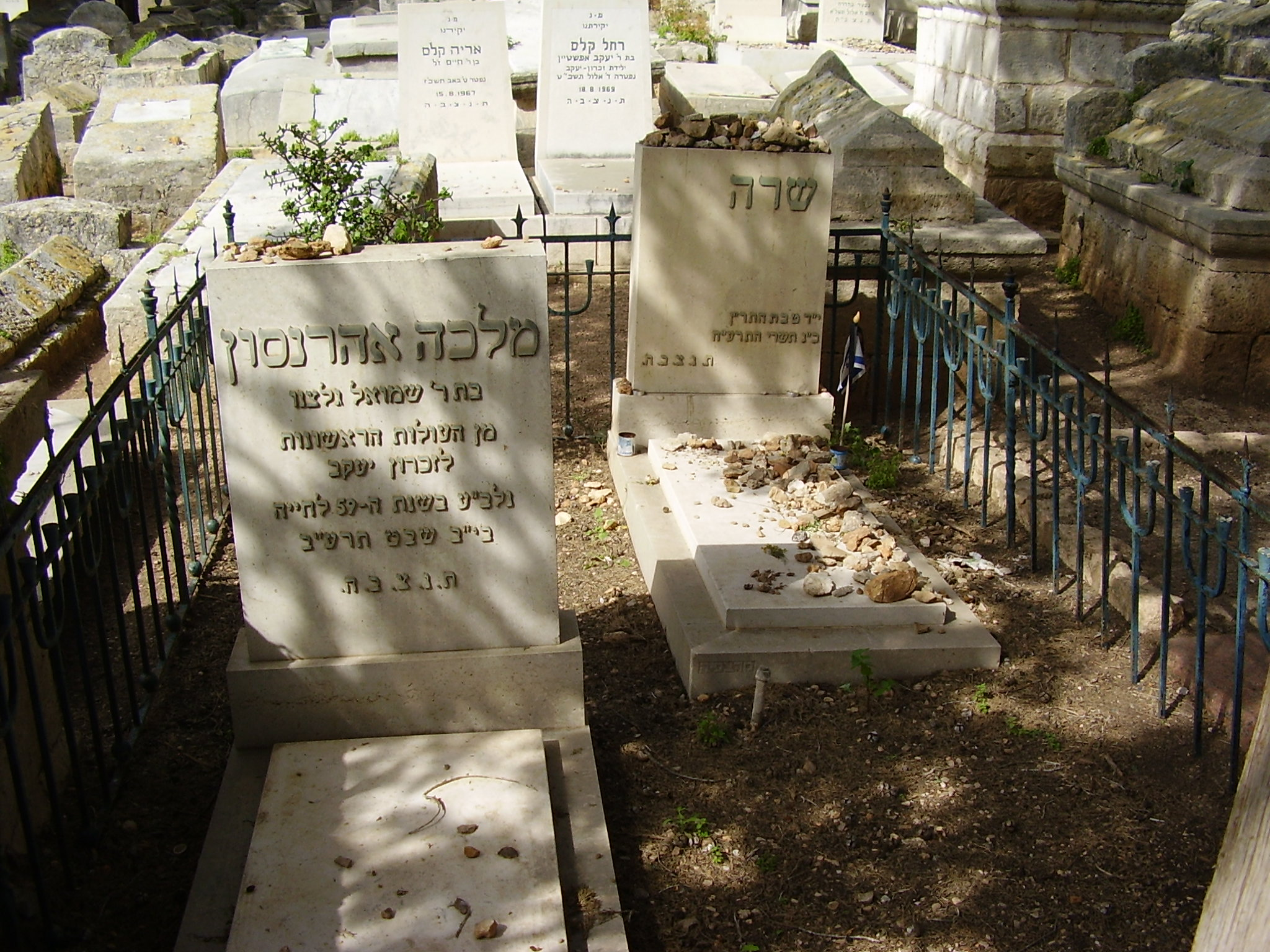
La tumba de Sarah Aaronsohn (a la derecha), en Zikhron Ya'aqov.

Sarah Aaronsohn (Zikhron Ya'aqov, 5 de enero de 1890 - Zikhron Ya'akov, 9 de octubre de 1917) fue un espía  judía, miembro del Nili, un sistema de espionaje judío que trabajó para los británicos durante la Primera Guerra Mundial contra los otomanos. Era hermana del botánico Aaron Aaronsohn.
Vivió brevemente en Estambul hasta 1915, pero tuvo que regresar a su ciudad natal para escapar de una unión infeliz. Sarah atestiguó personalmente el genocidio armenio, describiendo los cientos de cuerpos de hombres, mujeres y niños, que eran cargados en los carriles de los trenes estando aún enfermos; a los demás los colocaban en una pirámide de espinas, donde quedaban fijados hasta morir. Fue ésta la causa, según Chaim Herzog, por la que Sarah decidió ayudar a las fuerzas británicas.
Sus hermanos Aaron y Alex y su amigo Avshalom Feinberg atrajeron y formaron a gran cantidad de personas al Nili; Sarah fue la supervisora de las operaciones y pasaba la información a los agentes británicos. Cuando su hermano Aaron Aaronsohn se encontraba ausente, ella lo reemplazaba y dirigía las operaciones del Nili en el territorio palestino, viajando a veces profundamente dentro del territorio otomano para recoger información útil para los británicos.
En 1917, su hermano Alex la impulsó a permanecer en Egipto, en donde se encontraba de paso. Los británicos le brindaron protección, pero las autoridades otomanas la tenían vigilada. Poco tiempo después volvió a Zikhron Ya'aqov para continuar las actividades del Nili. En septiembre de ese año, los otomanos enviaron un mensaje a los británicos y descifraron el código del Nili. Así, en octubre los otomanos rodearon Zikhron Ya'aqov y arrestaron  a numerosas personas, incluyendo a Sarah. Después de cuatro días de tortura, ella decidió suicidarse con una pistola para evitar mayores torturas. Desde entonces fue considerada como una heroína del Nili.